# Nyainrong
| Tibetische Bezeichnung                       |
| -------------------------------------------- |
| Tibetische Schrift: གཉན་རོང་རྫོང                |
| Wylie-Transliteration: gnyan rong rdzong     |
| Offizielle Transkription der VRCh: Nyainrong |
| THDL-Transkription: Nyenrong                 |
| Andere Schreibweisen: Nyanrong               |
| Chinesische Bezeichnung                      |
| Traditionell: 聶榮縣                         |
| Vereinfacht: 聂荣县                          |
| Pinyin:Nièróng Xiàn                          |

Nyainrong (tibetisch: གཉན་རོང་རྫོང, Umschrift nach Wylie: gnyan rong rdzong, auch: Nyenrong) ist ein Kreis des Regierungsbezirks Nagqu im Autonomen Gebiet Tibet der Volksrepublik China.

## Fläche und Bevölkerung
Nyainrong hat eine Fläche von 8.987 km² und 35.163 Einwohner (Stand: Zensus 2020). Im Jahr 1990 hatte Nyainrong 23.627 Einwohner, davon waren 23.572 Tibeter (99,8 %) und 55 Han-Chinesen (0,2 %); 2003 war die Bevölkerung auf 28.192 Einwohner angewachsen.

## Administrative Gliederung

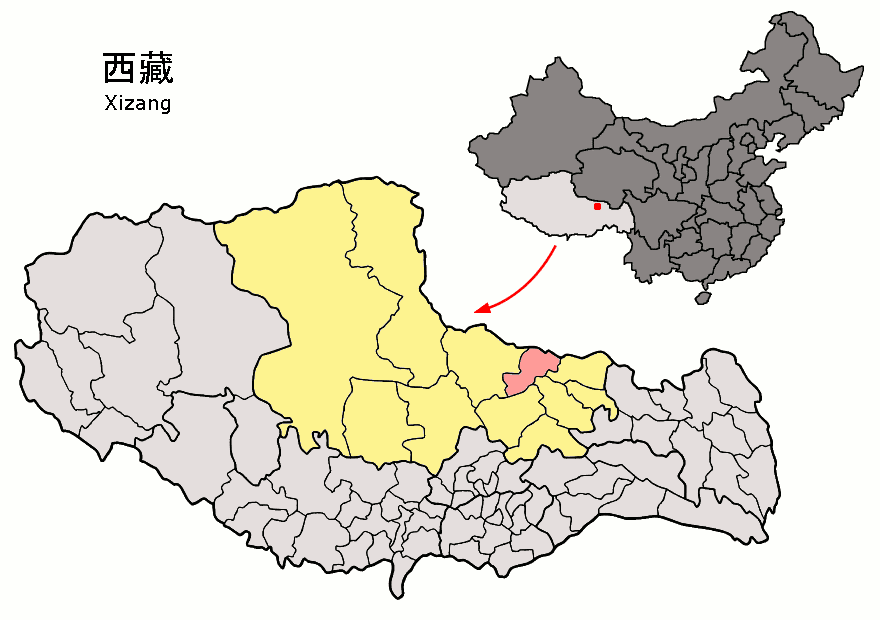
Lage von Nyainrong (rosa) in Nagqu (gelb) innerhalb von Tibet (hellgrau)

| Name                 | Tibetisch | Wylie       | Chinesisch | Pinyin            |
| -------------------- | --------- | ----------- | ---------- | ----------------- |
| Großgemeinde Dagzong | ལྟག་རྫོང     | ltag rdzong | 大众镇     | Dàzhòng Zhēn      |
| Gemeinde Sêrqên      | གསེར་ཆེན    | gser chen   | 色庆乡     | Sèqìng Xiàng      |
| Gemeinde Nyima       | ཉི་མ       | nyi ma      | 尼玛乡     | Nímǎ Xiàng        |
| Gemeinde Damxung     | འདམ་གཤུང   | 'dam gshung | 当木江乡   | Dāngmùjiāng Xiàng |
| Gemeinde Chadam      | ཁྲ་འདམ     | khra 'dam   | 查当乡     | Chádāng Xiàng     |
| Gemeinde Sangrong    | ཁྲོ་ལུང      | khro lung   | 桑荣乡     | Sāngróng Xiàng    |
| Gemeinde Xagqu       | ཤག་ཆུ      | shag chu    | 下曲乡     | Xiàqǔ Xiàng       |
| Gemeinde Pêxung      | བེ་གཞུང     | be gzhung   | 白雄乡     | Báixióng Xiàng    |
| Gemeinde Sogxung     | སོག་གཞུང    | sog gzhung  | 索雄乡     | Suǒxióng Xiàng    |
| Gemeinde Yumqu       | གཡུ་མཆོག    | g.yu mchog  | 永曲乡     | Yǒngqǔ Xiàng      |